# Моложе себя и не почувствуешь
«Моложе себя и не почувствуешь» (англ. As Young as You Feel) — американский комедийный художественный фильм 1951 года, поставленный режиссёром Хармоном Джонсом. В главных ролях снялись Монти Вулли, Телма Риттер, Дэвид Уэйн и Мэрилин Монро.

## Сюжет
65-летний Джон Ходжес отправлен в отставку в соответствии с политикой компании. Не смирившись со своим положением, Ходжес окрашивает волосы в чёрный цвет и заявляется на свой старый завод с инспекцией, представившись Гарольдом Кливлендом, президентом головной компании своего бывшего нанимателя. Президент Луис Маккинли, отправивший в отставку Ходжеса, нервничает так, что даже его красивая секретарша Харриет не может успокоить его. Ходжес выражает сожаление по поводу недостатка на предприятии опытных, зрелых работников, вынуждая Маккинли пообещать пересмотреть политику компании в отношении пожилых сотрудников и вернуть на работу всех пострадавших от неё за последний год.
Прежде чем Ходжес решает удалиться, Маккинли устраивает для него выступление перед местной торговой палатой, и Ходжес даёт горячую речь о преимуществах возрастных работников, которую публика встречает овацией. Пресса превозносит Гарольда Кливленда, и даже фондовая биржа оживляется на вызванном речью оптимизме.
Маккинли приглашает Ходжеса к себе на ужин. Выясняется, что Маккинли больше интересуется своей пышнотелой секретаршей Харриет нежели собственной женой Люсиль. Очарованная знаками внимания со стороны Ходжеса, Люсиль полагает, что влюблена в этого мужчину, и после его ухода заявляет мужу, что требует развода.
Настоящий президент головной компании Гарольд Кливленд оказывается в странном положении — несмотря на то что речь самозванца заметно улучшила имидж компании и самого Кливленда, а также повысила стоимость акций компании, президент не понимает помыслов самозванца. Когда Маккинли раскрывает плутовство Ходжеса и сообщает о нём Кливленду, тот решает нанести пройдохе визит.
Кливленда опережает Люсиль, чтобы открыться в чувствах, но Ходжес уверяет её, что ни за что не встанет между мужем и женой и подозревает, что её любовь к супругу ещё не угасла. В дом врывается Маккинли. Он просит прощения у жены, и пара примиряется и целуется. Уходя, Маккинли увольняет Ходжеса с работы.
Встретившись с Ходжесом президент Кливленд убеждается, что у пожилого человека не было никаких злых намерений, и, впечатлённый всей этой историей, он предлагает Ходжесу работу по связям с общественностью. Ходжес отклоняет предложение, и, уходя, Кливленд обещает ему, что следующим утром Луис Маккинли получит предписание вернуть работу Джону Ходжесу.

## В ролях
| Актёр            | Роль             |
| ---------------- | ---------------- |
| Монти Вулли      | Джон Ходжес      |
| Телма Риттер     | Делла Ходжес     |
| Дэвид Уэйн       | Джо Эллиотт      |
| Джин Питерс      | Элис Ходжес      |
| Констанс Беннетт | Люсилль Маккинли |
| Мэрилин Монро    | Харриет          |
| Эллин Джослин    | Джордж Хьюджес   |
| Альберт Деккер   | Льюис Маккинли   |
| Минор Уотсон     | Гарольд Кливленд |
| Уолли Браун      | Гораций Галлахер |

## Саундтрек
| Название                     | В исполнении                                                  | Примечания                                                                                      |
| ---------------------------- | ------------------------------------------------------------- | ----------------------------------------------------------------------------------------------- |
| «You Make Me Feel So Young»  | Спета хором в открывающих титрах и иногда звучала в партитуре | Композитор: Джозеф Муров Слова Мака Гордона                                                     |
| «Born to Be Kissed»          | Спета Телмой Риттер                                           | Композитор: Артур Шварц Слова Говард Дитц Впервые прозвучала в фильме Девушка из Миссури (1934) |
| «Consolidated March»         | —                                                             | Композитор: Альфред Ньюман Слова: Сирил Мокридж                                                 |
| «Mama Inez»                  | Звучит в загородном клубе                                     | Композитор: Элисей Гринет                                                                       |
| «Russian Dance»              | Сыграна оркестром в открывающих титрах                        | Композитор: Петр Чайковский The Nutcracker Suite, Op. 71a                                       |
| «The Waltz of the Flowers»   | Сыграна оркестром в открывающих титрах                        | Композитор: Петр Чайковский The Nutcracker Suite, Op. 71a                                       |
| «The Cedars Waltz»           | Звучит в загородном клубе                                     | Композитор: Альфред Ньюман                                                                      |
| «Maria, My Own (Maria La O)» | Звучит в загородном клубе и иногда звучит в партитуре         | Композитор: Эрнесто Лэкуона                                                                     |

## Восприятие
При выходе на экраны был принят тепло и аудиторией, и критиками.
В 2015 году кинокритик Деннис Шварц дал фильму оценку «B-», заметив, что его ценность лишь в том, что Мэрилин Монро исполнила в нём крошечную роль: «Этот фильм стоит посмотреть, если хотите увидеть Мэрилин Монро в начале».
После работы с Мэрилин Монро в этом фильме, не впечатлённая ею Констанс Беннетт заметила: «Теперь перед ней широкое будущее!». Позже она объяснила, что эта колкость об актрисе была не унижением, а остроумной шуткой по поводу больших ягодиц Монро.

## Адаптация
В 1957 году фильм был адаптирован для телевидения под названием «Великий Американский Обман».